# Bệ thờ Pergamon

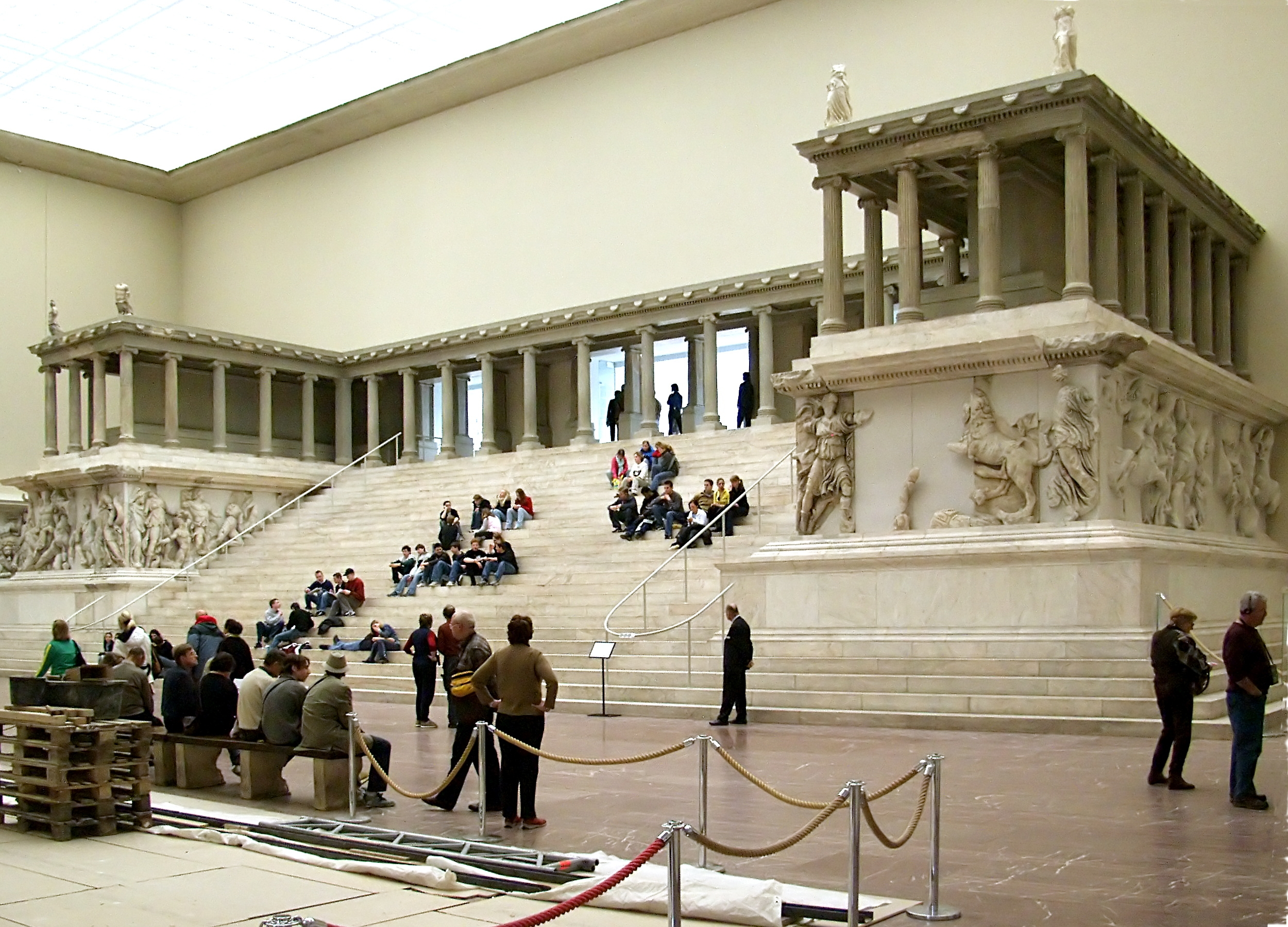
Bệ thờ Pergamon được trưng bày và bảo quản tại khu vực phía Tây Bảo tàng Pergamon tại Berlin.

Bệ thờ Pergamon là một công trình tượng đài được xây dựng dưới thời trị vì của vua Eumenes II trong nửa đầu của thế kỷ thứ 2 trước Công nguyên (TCN) tại của Acropolis của thành phố cổ của Pergamon, Tiểu Á.
Cấu trúc này rộng 35,64 m và cao 33,4 m. Có một cầu thang chính giữa phía trước rộng gần 20 mét. Xung quanh bệ thờ được trang trí một bức phù điêu thể hiện cuộc chiến giữa người khổng lồ và các vị thần Olympus được gọi là Gigantomachy. Có một phù điêu thứ hai ở vị trí cao hơn, nhỏ hơn và đã bị hư hại nhiều tại các bức tường bên trong cấu trúc bao quanh bàn thờ nằm trên đỉnh cầu thang. Bức phù điêu mô tả các sự kiện về cuộc sống của Telephus, người sáng lập huyền thoại của thành phố Pergamon và là con trai của anh hùng Heracles và Auge.
Năm 1878, kỹ sư người Đức Carl Humann bắt đầu khai quật khu vực Acropolis của Pergamon, một nỗ lực kéo dài cho đến năm 1886. Cuộc khai quật đã được thực hiện để giải cứu những trụ gạch của bệ thờ và nền tảng của dinh thự. Sau đó, cấu trúc cổ xưa của Acropolis đã được đưa ra ánh sáng. Sau khi đàm phán với chính phủ Thổ Nhĩ Kỳ, mọi người đã nhất trí rằng, tất cả các mảnh vỡ của phù điêu tìm thấy vào thời điểm đó sẽ trở thành tài sản của bảo tàng Berlin.
Ở Berlin, công việc phục chế bức phù điêu từ hàng ngàn mảnh vỡ đã được tiến hành. Để trưng bày và tạo ra một không gian bảo quản nó, một bảo tàng mới đã được xây dựng vào năm 1901 tại Đảo Bảo Tàng ở Berlin. Bảo tàng Pergamon không đủ lớn và cấu trúc không thật sự an toàn nên nó đã bị phá hủy vào năm 1909 và thay thế bằng một bảo tàng lớn hơn nhiều, mở cửa vào năm 1930. Bảo tàng mới này vẫn mở cửa cho công chúng tham quan từ khắp nơi trên thế giới. Mặc dù thực tế, bảo tàng mới là nơi lưu giữ của nhiều bộ sưu tập chứ không chỉ có bệ thờ (ví dụ như việc xây dựng lại công trình Cổng Ishtar của Babylon cổ), nhưng cư dân thành phố vẫn quyết định đặt tên nó là Bảo tàng Pergamon. Bệ thờ Pergamon ngày nay được trưng bày ở phía tây bảo tàng Pergamon là công trình nổi tiếng nhất trong Bộ sưu tập cổ vật của Berlin, bộ sưu tập này được trưng bày tại Bảo tàng Pergamon và Bảo tàng Altes, cả hai đều nằm trong Đảo Bảo tàng Berlin.

## Để biết thêm thông tin
- Bức phù điêu tuyệt đẹp có thể xem tại http://www.secondpage.de/pergamonaltar/gigantomachie.html
- Pollitt, J.J., Art in the Hellenstic Age (Cambridge 1986)
- Queyrel, François, L'Autel de Pergame. Images et pouvoir en Grèce d'Asie. Antiqua vol. 9.   Paris:  Éditions A. et J. Picard, 2005.  See Bryn Mawr Classical Review 2005.08.42.
- Ridgway, B.S. 2000. Hellenistic Sculpture II. The Styles of ca. 200-100 BC, (Madison, Wisconsin)
- Stewart, A. 2000. "Pergamon Ara Marmorea Magna. On the Date, Reconstruction, and Functions of the Great Altar of Pergamon" in N. De Grummond and B.S. Ridgway, editors, From Pergamon to Sperlonga: Sculpture and Context (Berkeley).
- Hoffmann, Herbert, "Antecedents of the Great Altar at Pergamon" The Journal of the Society of Architectural Historians 11.3 (October 1952), pp. 1–5.
- Thomas Cramer, Klaus Germann, Wolf-Dieter Heilmeyer: Marble objects from Asia Minor in the Berlin Collection of Classical Antiquities: stone characteristics and provenance − In: Yannis Maniatis (ed.): ASMOSIA VII. The Study of Marble and Other Stones in Antiquity – Proceedings of the 7th International Conference of the Association for the Study of Marble and Other Stones in Antiquity. Bulletin de Correspondance Hellénique, Vol. Supplèment 51, Athen 2009, ISSN 0007-4217, pp. 371–383.